# Bath Corner
Bath Corner – jednostka osadnicza w Stanach Zjednoczonych, w stanie Dakota Południowa, w hrabstwie Brown.